# Thomas Luther
Thomas Luther (Erfurt, 4 de novembre de 1969), és un jugador d'escacs alemany, que té el títol de Gran Mestre des de 1994.
A la llista d'Elo de la FIDE del novembre de 2020, hi tenia un Elo de 2528 punts, cosa que en feia el jugador número 33 (en actiu) d'Alemanya. El seu màxim Elo va ser de 2604 punts, a la llista de juliol de 2001 (posició 90 al rànquing mundial).

## Resultats destacats en competició
En Luther ha guanyat tres cops el Campionat d'escacs d'Alemanya, els anys 1993 a Bad Wildbad (ex aequo amb Thomas Pähtz), 2002 a Saarbrücken (superant Alexander Graf), i 2006 a Osterburg (superant l'MI Vitali Kunin i el GM Artur Iussúpov). Mercès a la seva victòria de 1993, la FIDE ti va atorgar el títol de GM el 1994.
El desembre de 1997 va participar, a Groningen, al torneig que determinaria el candidat al títol mundial dins el cicle pel Campionat del món de la FIDE de 1998; allà hi vencé Lajos Portisch en la primera ronda de matxs eliminatoris (3½-2½), però fou eliminat en segona ronda per Vladímir Akopian (1½-½).
El 2004, empatà als llocs 1r a 3r a Arco di Trento, amb Jacob Aagaard i Milan Draško. El 2009, va guanyar la 6a edició de la LGA Premium Chess Cup a Nürnberg, superant Klaus Bischoff i un grup de GMs que empataren a les posicions 2 a 11.
El 2010, empatà als llocs 2n-7è al torneig Mayor's Cup de Mumbai (el campió fou Dmitri Kókarev).

### Participació en competicions per equips
El 2000 formà part de l'equip alemany que va obtenir la medalla d'argent a l'Olimpíada d'Istambul.